# Debelo Brdo (Chorwacja)
Debelo Brdo – wieś w Chorwacji, w żupanii licko-seńskiej, w gminie Udbina. W 2011 roku liczyła 78 mieszkańców.